# 岩前胡
岩前胡（学名：Peucedanum medicum var. gracile）是伞形科前胡属华中前胡的变种。分布在中国大陆的湖北、四川等地，一般生长在山坡草丛中及岩石上，目前尚未由人工引种栽培。

## 别名
光前胡（重庆）